# Reuß-Ebersdorf

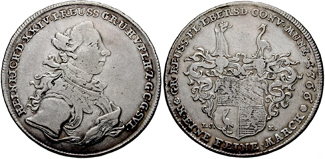
Konventionstaler von 1766 mit Heinrich XXIV. (1747–1779)

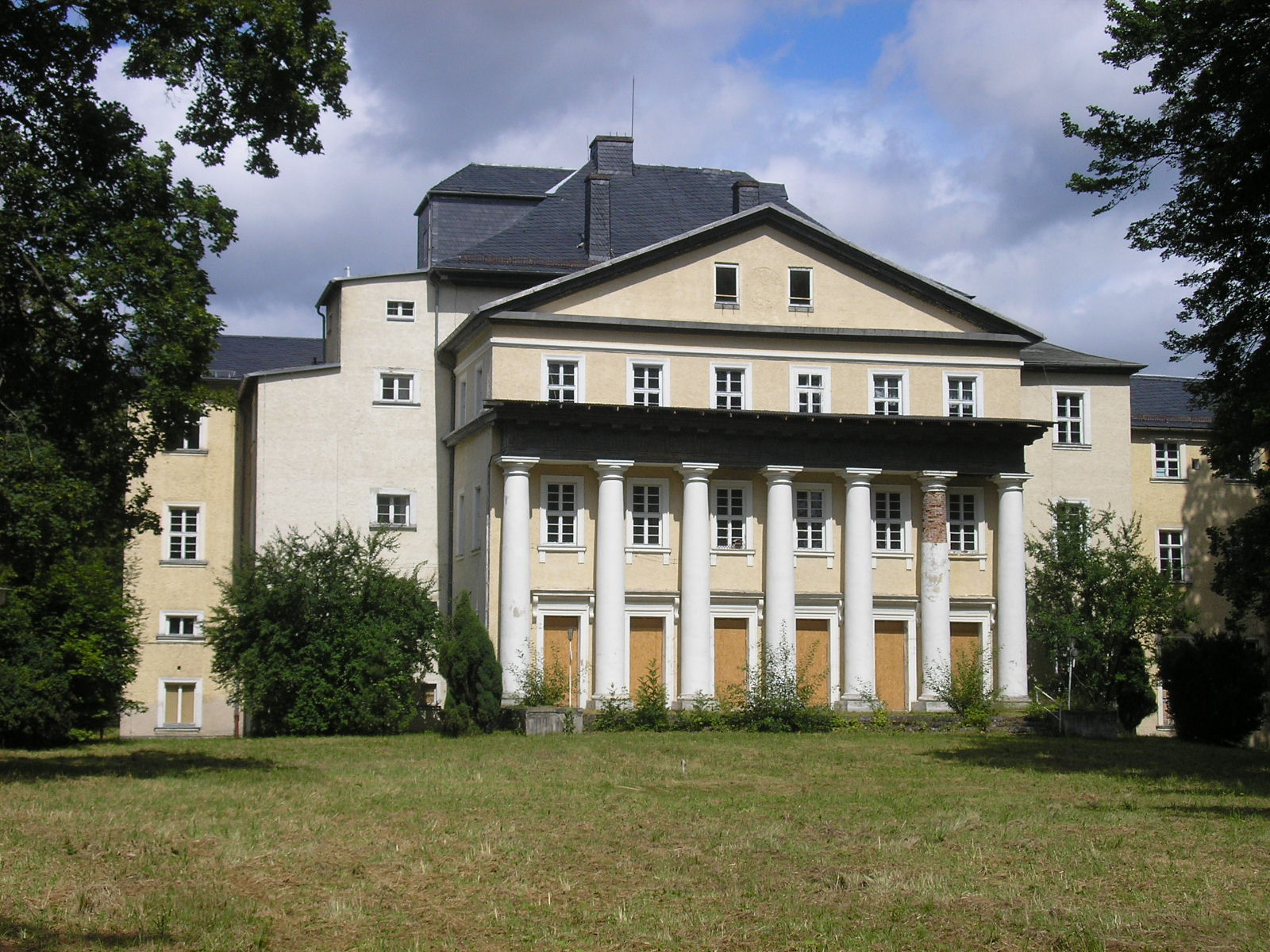
Residenz Schloss Ebersdorf, Parkseite

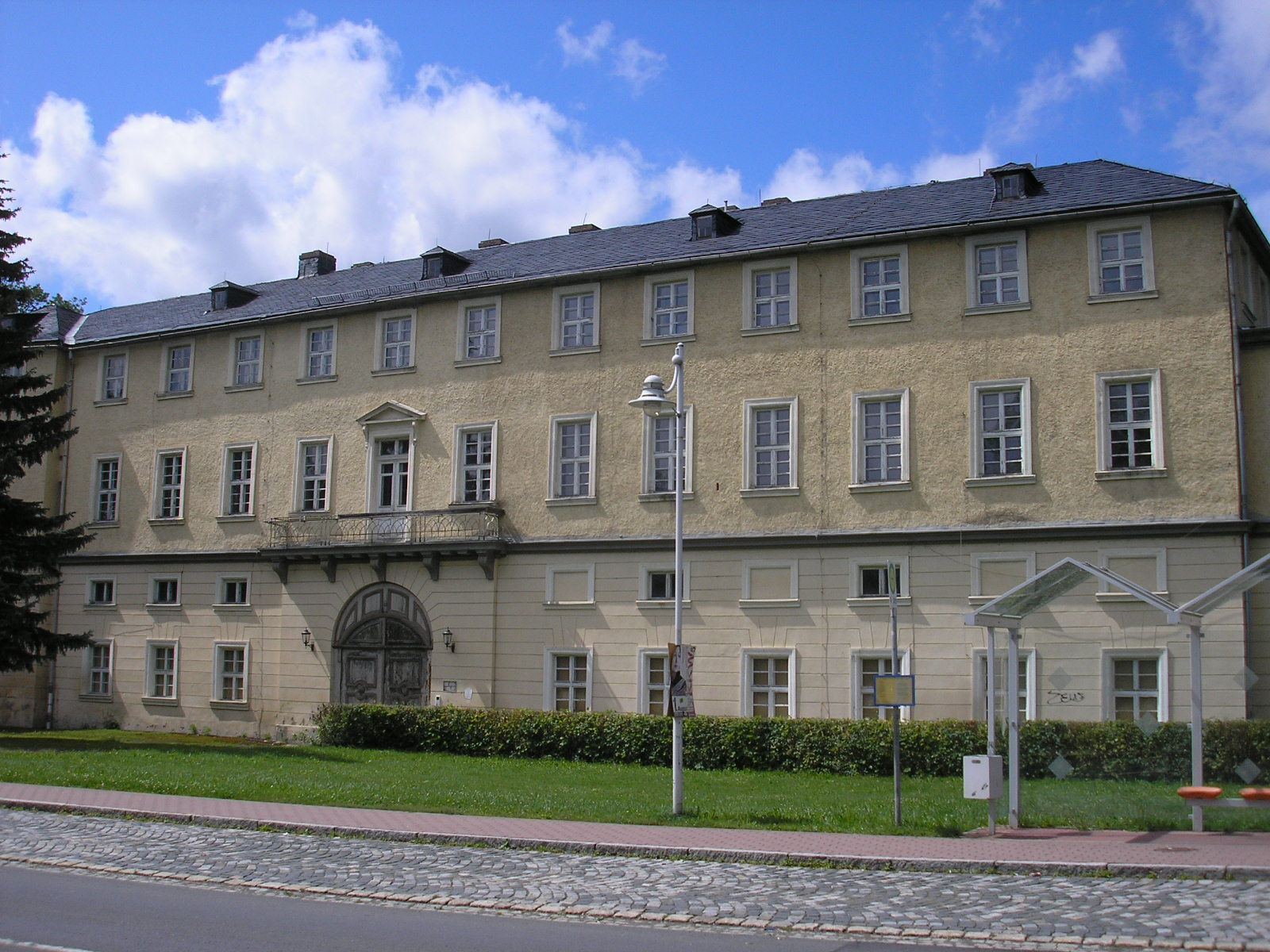
Residenz Schloss Ebersdorf, Straßenseite

Die Grafschaft Reuß-Ebersdorf entstand nach mehreren Teilungen der jüngeren Linie Reuß ebenso wie die Grafschaft Reuß-Hirschberg 1678 aus einer Teilung der Grafschaft Reuß-Lobenstein und existierte bis 1848.

## Geschichte
Ebersdorf wurde der Hauptort der Grafschaft. Er wird 1401 als Sitz eines Rittergutes mit etlichen Katen erstmals urkundlich erwähnt. Mit dem Einzug Graf Heinrichs X. wurde Ebersdorf Residenz. Der Graf begann mit dem Bau eines Schlosses, das unter seinen Nachfolgern systematisch erweitert wurde. Am Ende des 18. Jahrhunderts erhielt es eine klassizistische Südfront. Mit einer Parkanlage im französischen Stil wurde begonnen.
1712 fiel die halbe Grafschaft Hirschberg, 1824 die inzwischen gefürstete Grafschaft Lobenstein an Ebersdorf. Trotz dieser Erweiterungen blieb das 1806 ebenfalls zum Fürstentum erhobene Ländchen ein Gebiet, das über 24.000 Einwohner auf wenigen Quadratkilometern nicht hinauskam und damit ein typisches Beispiel eines deutschen Duodezfürstentums darstellte.
Auf Grund verwandtschaftlicher Beziehungen zum Grafen Nikolaus Ludwig von Zinzendorf, dem Führer der Herrnhuter Brüder, nahm Heinrich XXIX. 1732 und in den folgenden Jahren Gruppen von Emigranten der Brüdergemeine, die wegen ihres Glaubens von der katholischen Kirche vertrieben wurden, in Ebersdorf auf. Sie errichteten in der Grafschaft eine eigene Siedlung und entfalteten eine rege soziale Tätigkeit.
1806 nahm Kaiser Napoléon Bonaparte während des Feldzugs gegen Preußen vorübergehend im Ebersdorfer Schloss Quartier. Der Durchzug der französischen Truppen brachte dem Land Plünderung und Verwüstung. Das nunmehrige Fürstentum verarmte und konnte sich nur langsam erholen.
Die letzten Jahre des Fürstentums verliefen recht turbulent. Heinrich LXXII., ein lebensfroher Junggeselle, lud 1843 die Tänzerin Lola Montez nach Ebersdorf ein. Launenhaft und arrogant, benahm sie sich einige Wochen so unmöglich, dass der Fürst sie ausweisen musste. 1846 ging sie nach München und wurde die Maitresse König Ludwigs I., der ihretwegen in der Revolution von 1848 den Thron räumen musste.
Auch im Fürstentum Reuß-Ebersdorf kam es im gleichen Jahr zu Unruhen. Das Volk verlangte Pressefreiheit, Volksvertretung und unabhängige Rechtsprechung. Fürst Heinrich LXXII. dankte daraufhin ab und zog sich auf die Familiengüter in Sachsen zurück. Mangels Nachkommen fiel das Fürstentum an Reuß-Schleiz, das zusammen mit Reuß-Gera die jüngere Linie Reuß bildete.
Heinrich XXVII., der letzte Fürst von Reuß jüngerer Linie, ruht im von Ernst Barlach gestalteten Grabmal im Park von Schloss Ebersdorf. Die vier Särge seiner Familie wurden im August 1931 überführt von der Bergkirche Schleiz, der Begräbnisstätte des Hauses Reuß.

## Übersicht der Regenten

### Grafen Reuß zu Ebersdorf
- Heinrich X. (1678–1711)
- Heinrich XXIX. (1711–1747)
- Heinrich XXIV. (1747–1779)
- Heinrich LI. (1779–1806), seit 1806 Fürst Reuß zu Ebersdorf

### Fürsten Reuß zu Ebersdorf
- Heinrich LI. (1806–1822)
- Heinrich LXXII. (1822–1848)

Siehe auch: Fürstenhaus Reuß